# Walden Media
Walden Media es una productora cinematográfica, conocida por realizar la saga fílmica de Las crónicas de Narnia. Sus largometrajes suelen estar basadas en libros infantiles, biografías o eventos históricos, y a veces presentan guiones originales o producen documentales. La sede corporativa de Walden Media se encuentra en Los Ángeles, California.

## Historia
Walden Media se creó en 2000 por Michael Flaherty y Cary Granat. Granat fue presidente de la Miramax Dimension Films división, y Flaherty vino del mundo de la educación. Flaherty fue llamado un "empresario de la educación" por el Boston Globe por su trabajo con programas innovadores destinados a ayudar a que los estudiantes más desfavorecidos tengan acceso a una educación de calidad. Los dos estuvieron en la Universidad de Tufts antes de seguir caminos diferentes, para luego volver a unirse en Walden Media para una película, la televisión, la edición y la empresa de Internet cuyo objetivo es enseñar y entretener niños. La compañía es propiedad del cristiano conservador Philip Anschutz, quien ha dicho que espera que sus películas "sean entretenidas, pero también que lleven un mensaje moral"
La empresa incluye las emisiones de Holes en 2003, city of ember en 2003 causa de Winn-Dixie por Twentieth Century Fox en 2004, The Chronicles of Narnia: The Lion, the Witch and the Wardrobe en 2005. Cómo How to Eat Fried Worms y Charlotte's Web en 2006, El mundo mágico de Terabithia, lanzado por Walt Disney Pictures y Walden Media, en 2007, y Las crónicas de Narnia: el príncipe Caspian, lanzado por Walt Disney Pictures y Walden Media en 2008. Todas estas películas son adaptaciones de libros infantiles populares. 
El 8 de agosto de 2006, Walden Media anunció una empresa conjunta con la 20th Century Fox. Sr. Magorium la Maravilla Emporium y The Dark Is aumento serán las primeras películas en estrenarse en virtud de la empresa. Previamente anunciada en otras películas de estudios permanecerán en vigor.

## Todas sus películas
- La vuelta al mundo en 80 días - Distribuida por Walt Disney Pictures.
- Misterios del océano - Distribuida por Buena Vista Pictures.
- Holes - Distribuida por Buena Vista Pictures.
- The Chronicles of Narnia: The Lion, the Witch and the Wardrobe - Distribuida por Walt Disney Pictures.
- Mi mejor amigo - Distribuida por 20th Century Fox.
- Viaje al Centro de la Tierra - Distribuida por New Line Cinema.
- Ciudad de Ember - Distribuida por 20th Century Fox.
- Las crónicas de Narnia: el príncipe Caspian - Distribuida por Walt Disney Pictures.
- Bandslam - Distribuida por Summit Intertaiment.
- Amazing Grace - Distribuida por 20th Century Fox.
- Tooth Fairy - Distribuida por 20th Century Fox.
- Las crónicas de Narnia: la travesía del Viajero del Alba - Distribuida por 20th Century Fox.
- School Out! - Distribuida por Walt Disney Pictures
- Winx Club: La princesa perdida - Distribuida por 01 Distribution
- Tinal Vaigen de Pela - Distribuida por Walt Disney Pictures y 20th Century Studios

- Datos: Q1637250